# 朝鲜槐
朝鲜槐（学名：Maackia amurensis）为豆科马鞍树属下的一个种。

## 外部連結
- 黃豆黃苷 Glycitin （页面存档备份，存于） 中草藥化學圖像數據庫 (香港浸會大學中醫藥學院) （中文）（英文）

## 扩展阅读
維基物種上的相關：朝鲜槐